# لوئیس کاسترو
لوئیس کاسترو (اسپانیایی: Luis Castro‎; زاده ۳۱ ژوئیهٔ ۱۹۲۱ – درگذشته ۱۷ دسامبر ۲۰۰۲) بازیکن فوتبال اهل اروگوئه بود.
از باشگاه‌هایی که در آن بازی کرده‌است می‌توان به باشگاه فوتبال راسینگ، باشگاه فوتبال ریور پلاته، باشگاه ورزشی دفنسور، و باشگاه فوتبال ناسیونال (اروگوئه) اشاره کرد.
وی همچنین در تیم ملی فوتبال اروگوئه بازی کرده‌است.